# Babi Yar. Contexte
Pour plus de détails, voir Fiche technique et Distribution.
Babi Yar. Contexte (Бабий Яр. Контекст, Babi Yar. Context) est un film documentaire néerlando-ukrainien réalisé par Sergei Loznitsa et sorti en 2021.

## Synopsis

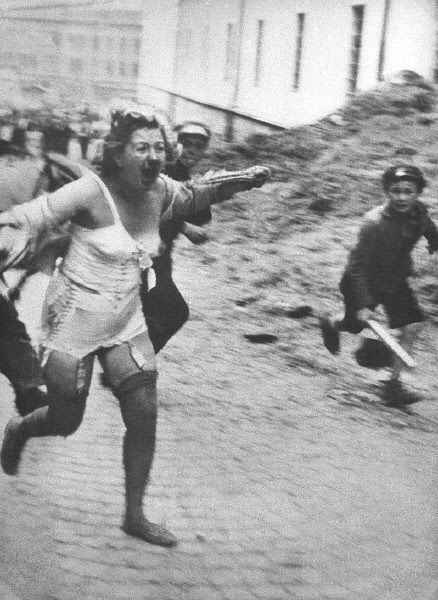
Pogrom à Lviv (June - July 1941)

Le film couvre la période qui s'étend de l'invasion de la Pologne par l'Allemagne et l'Union soviétique en septembre 1940 en application des clause secrètes du pacte germano-soviétique jusqu'au procès devant un tribunal soviétique ukrainien en 1946, qui a condamné des criminels de guerre Allemands à la pendaison.
Il comporte exclusivement des films tournés à l'époque, des témoignages de rescapés et quelques images fixes illustrant un commentaire en sous-titres situant les dates et événements.
Les évènements filmés comprennent notamment, le début de l'opération Barbarossa, Kiev avant l'invasion de cette partie de l'Ukraine (vues d'ensemble de la ville et des environs, les avenues), l'arrivée des troupes allemandes accueillies en liesse par les habitants, l'incendie de villages, l'incendie du centre de Kiev en 1941 par des explosifs à retardement placés dans les immeubles par les soviétiques avant leur départ, les festivités organisées par les organisations nationalistes à Lviv peu après l'entrée de l'armée allemande, les files de prisonniers soviétiques, les camps où  3 millions d'entre eux sont abandonnés sans nourriture ni abri, la libération de ceux ayant une compétence professionnelle utile pour l'occupant (environ 700 000), la libération de Kharkov et de Kiev en 1943, les files de prisonniers allemands, enfin des extraits du procès de 1946.
Le Massacre de Babi Yar n'ayant probablement pas été filmé, celui-ci est illustré par des images fixes, notamment par une photo prise peu après, puis par des vues du site après remblaiement du ravin. Des photos de pogroms sont également montrées.

## Fiche technique
Sauf indication contraire, les informations mentionnées dans cette section peuvent être confirmées par la base de données cinématographiques IMDb,  présente dans la section « Liens externes ».
- Titre : Babi Yar. Contexte
- Titre original : Бабий Яр. Контекст (Babi Yar. Context)
- Réalisation : Sergei Loznitsa
- Scénario : Sergei Loznitsa
- Son : Vladimir Golovnitskiy
- Montage : Sergei Loznitsa, Daniellus Kokanausskis et Tomasz Wolski
- Production : Maria Baker-Choustova, Sergey Loznitsa
- Production associée : Max Yakover, Ilya Khrzhanovskiy
- Société de production : Atoms & Void - Slot Machine
- Société de distribution : Dulac Distribution
- Pays de production :  Ukraine,  Pays-Bas
- Lieux de tournage : Ukraine
- Format : noir et blanc (couleur pour certaines séquences) — 1,37:1
- Genre : documentaire
- Durée : 120 minutes
- Dates de sortie :
  - France : 11 juillet 2021 (Festival de Cannes) ; 14 septembre 2022 (sortie nationale)
  - Pays-Bas : 28 avril 2022

## Diffusion en DVD
Le film est diffusé en 2021 en DVD augmenté de deux interviews du cinéaste invité de France Culture : « La caméra contre l'oubli » et « Comment peut-on confondre le régime russe avec les œuvres des auteurs russe ? »   

## Accueil

### Critique
En France, le site Allociné donne une moyenne de 4,1⁄5, après avoir recensé 14 critiques de presse. Le site Rotten Tomatoes donne une note de 88 % pour 17 critiques.
La presse française est très positive à l'égard du documentaire. Ainsi, le critique de Première nous rappelle « l'incroyable puissance du cinéma, Loznitsa parvient ainsi à raconter comment les Allemands, les Russes et certains Ukrainiens ont organisé le silence autour de cet indicible événement ». Le Monde rejoint sur le fond et sur la forme le critique en résumant son propos de cette manière : « parce qu'il nous propose une passionnante réflexion sur les images, alors même qu'employant des archives de propagande nazie comme soviétique, le réalisateur parvient, précisément par son art du montage, à en désactiver l'idéologie au profit d'un récit qui nous en permette l'intelligence ».
Le site Critikat.com souligne « usage riche et convaincant – c'est assez rare pour le souligner – de ses images d'archive, en les considérant à la fois comme des traces, des témoignages historiques, mais aussi des fragments picturaux dont la forme guide le montage ». Pour ce qui est de L'Obs, la critique encourage d'aller voir le documentaire : « Non seulement le récit – sans voix off, sans musique – est glaçant, mais on reste pétrifié devant la barbarie des assassins, dans cet instant qui déshumanise les bourreaux. Il faut voir Babi Yar. Contexte, requiem de l'âme humaine et terrible leçon d'Histoire. ».
Dans les critiques les plus négatives, on peut citer pour exemple celle de Libération, pour qui « bien que la deuxième partie du film, qui évoque les deux journées du massacre puis leurs conséquences et celles de leur récit, pris en tenailles entre mémoire et oubli, ouvre sur une plus grande précision, allant de pair avec une plus grande dignité, la première heure de Babi Yar. Contexte demande à son spectateur d’accepter un certain nombre de principes formels ».

### Box-office
Pour son premier jour d'exploitation en France, le long-métrage réalise 1 265 entrées, dont 724 en avant-première, pour 18 copies. Le film se classe en huitième position du box-office des nouveautés derrière Feu Follet (1 335) et devant Tout fout le camp (934). Au bout d'une semaine d'exploitation, le long-métrage attire 4 393 spectateurs.

## Distinctions
Sauf indication contraire, les informations mentionnées dans cette section peuvent être confirmées par la base de données cinématographiques IMDb,  présente dans la section « Liens externes ».

### Récompenses
- Festival international du film documentaire d'Amsterdam 2021: Utilisation créative d'archive - mention spéciale
- Festival de Cannes 2021 : Prix spécial du jury de l'Œil d'or [10]
- Festival international du film de Chicago 2021 : Hugo d'argent
- Festival international du film de Jérusalem 2021 : Meilleur documentaire expérimental
- Festival du film de Londres 2021 : Meilleur documentaire
- Festival international de programmes audiovisuels documentaires de Biarritz 2022 : Prix Ciné+[11]

### Sélections
- Festival international du film de Karlovy Vary 2021 (section « Horizons »)[11]
- Prix du cinéma européen 2021 : Film documentaire européen
- Festival international du film de Stockholm 2021 : Meilleur film documentaire